# Ombre sur notre amour
Pour plus de détails, voir Fiche technique et Distribution.
Ombre sur notre amour (The Dark at the Top of the Stairs) est un film américain en Technicolor réalisé par Delbert Mann, sorti en 1960.

## Synopsis
En Oklahoma, pendant la Prohibition. Rubin Flood est un vendeur à succès de harnais et de selles. Cependant, avec l'avènement de l'automobile, son travail devient plus difficile. Il est marié à Cora, qu'il considère comme une épouse exigeante et une mère trop protectrice. Lorsqu'il apprend que son entreprise ferme, il est incapable de faire face à sa femme et s'arrête dans une pharmacie pour consommer de l'alcool « médicinal »...

## Fiche technique
- Titre français : Ombre sur notre amour
- Titre original : The Dark at the Top of the Stairs
- Réalisation : Delbert Mann
- Scénario : Harriet Frank Jr. et Irving Ravetch d'après la pièce de William Inge (1957)
- Production : Michael Garrison
- Société de production : Warner Bros. Pictures
- Musique : Max Steiner
- Photographie : Harry Stradling Sr.
- Montage : Folmar Blangsted
- Pays de production : États-Unis
- Format : couleur Technicolor - son : Mono (RCA Sound Recording)
- Genre : Drame psychologique
- Durée : 124 min
- Dates de sortie :
  - États-Unis : 8 octobre 1960
  - France : 25 mai 1962

## Distribution
- Robert Preston : Rubin Flood
- Dorothy McGuire : Cora Flood
- Eve Arden : Lottie Lacey
- Angela Lansbury : Mavis Pruitt
- Shirley Knight : Reenie Flood
- Lee Kinsolving : Sammy Golden
- Frank Overton : Morris Lacey
- Robert Eyer : Sonny Flood
- Penny Parker : Flirt Conroy
- Ken Lynch : Harry Ralston